# JNK
JNK (c-Jun N-terminal cinase) é uma proteína que atua na regulação do processo de auto-destruição celular, pertence a família MAPK (proteína cinase ativada por mitogênio) que regula uma série de processos biológicos. Respondem a estímulos de estresse, citocinas, irradiação ultravioleta, choque térmico e choque osmótico . Também desempenha um papel importante na diferenciação das células T e na via da apoptose celular.
As JNKs são ativadas na obesidade em numerosas células e tecidos metabolicamente importantes, como acontece no tecido adiposo, macrófagos, fígado, músculo esquelético e inclusive regiões do cérebro e hipófise. Embora a ativação da JNK em tecidos que são ativos metabolicamente, como músculo esquelético e tecido adiposo parece desempenhar um papel menor na indução das patologias, há estudos que estabelecem claramente os importantes papéis que a sinalização da JNK desempenha nos macrófagos, fígado e células da hipófise anterior. 
JNKs são relacionadas como importantes mediadores da obesidade e perturbações associadas à obesidade na homeostase metabólica.

## Obesidade
No contexto da obesidade, sabe- se que altos níveis circulantes de citocinas pró-inflamatórias, como por exemplo o fator de necrose tumoral alfa (TNFα) e interleucina-1β (IL-1β), aumentam os ácidos graxos livres e ativam a  sinalização JNK nas células alvo da insulina. Além disso, a indução do estresse do retículo endoplasmático leva a ativação da via JNK e isso é proposto como um fator chave para a ativação da JNK na obesidade. Outro fator potencialmente importante para a ativação do JNK durante a obesidade são as espécies reativas de oxigênio (ERO), pois o aumento da acumulação de ERO resulta em estresse oxidativo que ativa a sinalização da JNK.  Além disso, as JNKs podem interferir diretamente na via de sinalização da insulina.